# Canarium acutifolium
Canarium acutifolium là một loài thực vật có hoa trong họ Burseraceae. Loài này được (DC.) Merr. mô tả khoa học đầu tiên năm 1917.